# Waterwereld (Jerevan)
Waterwereld is een waterpark aan de Myasnikyan Avenue in het district Nor-Nork van de Armeense hoofdstad Jerevan. Waterwereld bestaat uit een openlucht waterpark met een oppervlakte van 2,5 hectare en een indoor waterpark van 0,5 hectare.

## Zomerzwembad
Waterwereld werd in 2001 geopend in een van de meest pittoreske locaties van Jerevan aan Myasnikyan Avenue, gelegen tussen de Dierentuin van Jerevan en de Botanische tuin van Jerevan, met een oppervlakte van 2,5 hectare.
Het openluchtpark heeft twee grote zwembaden, een kinderbad, een VIP-zwembad en drie zwembaden met waterglijbanen. Op het terrein zijn eet- en drinkgelegenheden en een restaurant met een capaciteit voor 120 personen.
In de winter wordt het grootste zwembad van het park omgevormd tot een schaatspiste met een oppervlakte van 500 m².

## Binnenzwembad
Het binnenzwembad werd onder de naam Aquatek geopend in 2008 en heeft een oppervlakte van 0,5 hectare waarin twee grote zwembaden met verscheidene waterglijbanen en geisers en een kinderzwembad zijn ondergebracht. In Aquatek bevindt zich ook het Aquatek Spa Hotel met 29 kamers, een grote fitnessclub, een medisch revalidatiecentrum en voorzieningen voor wandklimmen. Aquatek is het hele jaar door open.